# Primavera Festival Wien
Primavera Festival Wien ist ein österreichisches Menschenrechtsfestival, das jährlich von März bis Mai in Wien stattfindet. Es wurde 2013 von León de Castillo gegründet, um mit der Unterstützung der damaligen Nationalratspräsidentin Barbara Prammer und dem ehemaligen Staatssekretär Hans Winkler im Bereich der klassischen Musik Werke von verfemten und verfolgten Komponisten auf die Bühne zu bringen.

## Geschichte
In der ersten Edition installierte De Castillo drei Gedenktage als wichtige Säulen des Festivals: den Weltfrauentag, der Tag des Mexikanischen Protestes gegen den „Anschluss“ Österreichs und den Internationalen Tag gegen Rassismus. 2013 und 2014 wurden an diesen Tagen Veranstaltungen zwischen klassischer Musik und Politik veranstaltet. Der Musikwissenschaftler Gerold Gruber wurde hierbei als Leiter des Forschungszentrums exil.arte einer der wichtigsten Partner. Das Festival setzt sich für Offenheit und Toleranz und gegen Rassismus und Diskriminierung ein und vermittelt zwischen „Kultur, Vielfalt und Integration“.

## Mexikos Protest gegen den „Anschluss“ und Exil in Mexiko
Ein Fokus des Festivals liegt auf den schriftlichen Protest Mexikos am 19. März 1938 im Völkerbund. Damals protestierte Mexiko als einziges Land der Welt gegen den Anschluss Österreichs an das Deutsche Reich per Schriftnote durch eine Initiative des Diplomaten Isidro Fabelas. Ein weiterer Schwerpunkt liegt auf Künstlern, die in Mexiko zwischen 1938 und 1946 Zuflucht fanden, sowie auf dem Generalkonsul Gilberto Bosques, der vielen Menschen mittels Mexiko-Visa das Leben retten konnte.

## Festival Orchester Valsassina Ensemble Wien, künstlerische Ausrichtung
Seit 2013 gilt das Valsassina Ensemble Wien als das Festival Orchester. Im Vordergrund des Festivalprogramms standen in den ersten zwei Editionen noch Konzerte mit klassischer Musik. Ab der dritten Edition wurde das Programm erweitert, es kamen Diskussionsrunden, Lesungen, Kunstprojekte, Filmvorführungen und Veranstaltungen im öffentlichen Raum hinzu.

## Kooperationen, Teilnehmer
Es werden jährliche Veranstaltungen in der Diplomatischen Akademie Wien und in der Universität für Musik und darstellende Kunst Wien veranstaltet. Weitere Veranstaltungen führten das Festival unter anderem in die Französische Botschaft in Wien, in den Wiener Musikverein, in die Uno City Wien, ins Schlosstheater Schönbrunn, ins Palais Schönburg, in die Tschauner-Bühne, ins Theater Odeon und ins Schikaneder Kino. Unter den Teilnehmern findet man Politiker wie Othmar Karas, Muna Duzdar, Ewa Dziedzic und Eugen Freund, sowie die Journalistin Susanne Scholl, den Historiker Doron Rabinovici, dem Fotografen Erich Lessing, den Kulturwissenschaftler Klaus Davidowicz, die Künstlerin Stefanie Sargnagel, den Pianisten Stephan Matthias Lademann, den Menschenrechtsaktivisten Heinz Patzelt, sowie Vertreter der Jüdischen Österreichischen HochschülerInnen, der Österreichischen Hochschülerinnen- und Hochschülerschaft und des Vereins Gedenkdienst.